# British Rail 313 sorozat

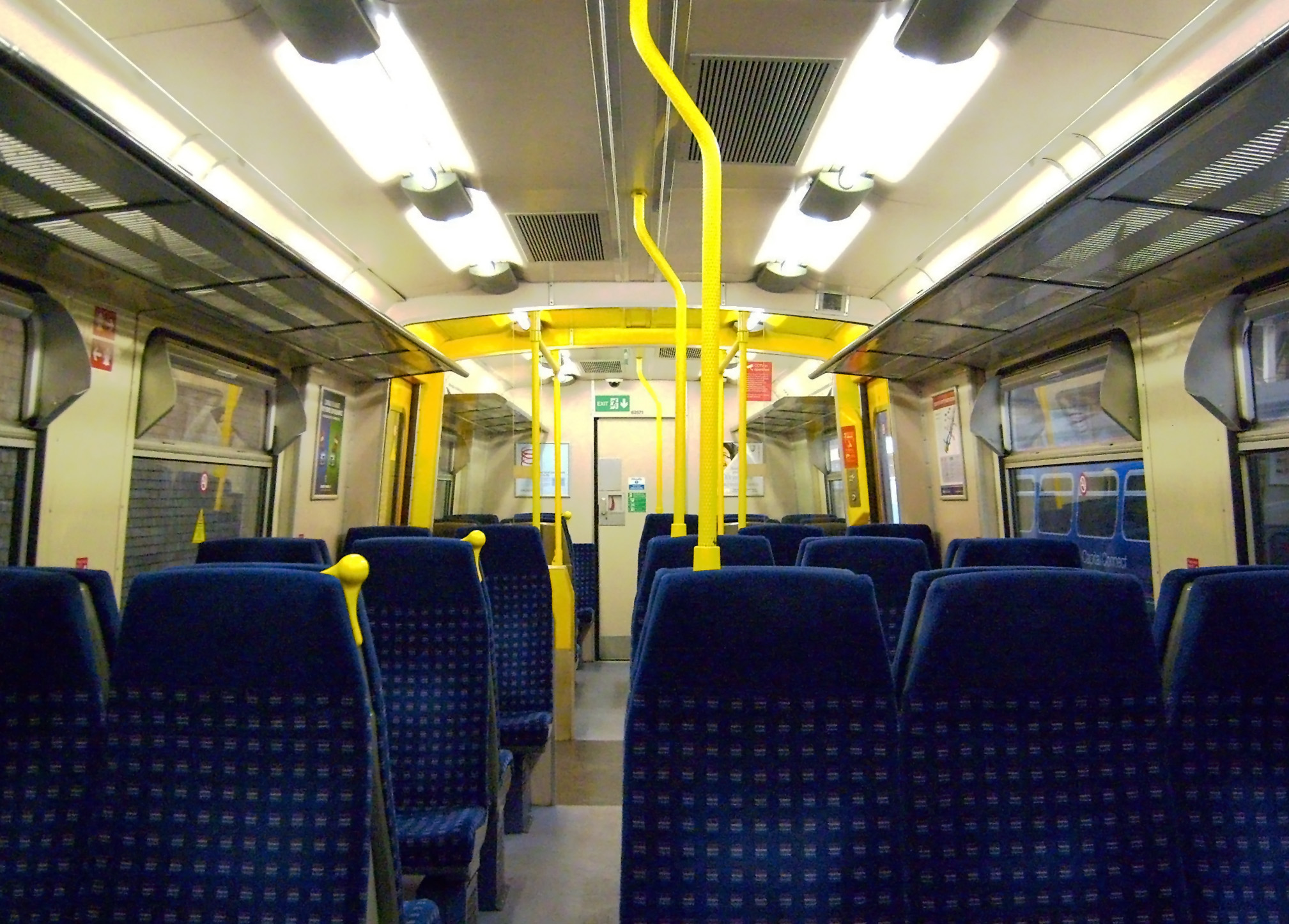
Utastér

A British Rail 313 sorozat egy angol 25 kV 50 Hz-es váltakozó áramú, Bo-Bo + 2-2 + Bo-Bo tengelyelrendezésű, háromrészes villamosmotorvonat-sorozat volt. A BREL összesen 64 motorvonatot gyártott 1976 és 1977 között. Ez a sorozat volt az első Angliában, mely egyaránt fel volt szerelve a 25 kV 50 Hz-es váltakozó áramú áramrendszerhez és a 750 V-os egyenáramú áramrendszerhez is áramszedőkkel. Továbbá automatikus kapcsolókat is kapott, melyekkel két motorvonat összekapcsolása teljesen automatikusan végrehajtható. A vezetőnek ki sem kell szállnia a vezetőállásból. A járművek alacsonyabbak a szabványosnál, mert eredetileg olyan vonalra szánták a sorozatot, ahol kisebb az űrszelvény.

## Üzemeltetők
- First Capital Connect
- London Overground
- Southern